# Tachydromia costalis
Tachydromia costalis är en tvåvingeart som först beskrevs av Roser 1840.  Tachydromia costalis ingår i släktet Tachydromia och familjen puckeldansflugor. Inga underarter finns listade i Catalogue of Life.